# Уксичан (вулкан)
Уксича́н — вулкан в северной части полуострова Камчатка. Самый крупный щитовой вулкан Срединного хребта с размерами подножия 40 на 50 км. Вулкан расположен в истоках реки Быстрая Козыревская, к западу от водораздела Срединного хребта. В центральной части щитовой постройки вулкана в раннем плейстоцене в результате взрыва образовалась кальдера диаметром 12 км. Дно кальдеры заполнено пирокластами и экструзиями, наиболее крупная из которых представляет собой купол, имеющий относительную высоту в 600 метров. Купол имеет позднеплейстоценовый возраст и сложен андезитами, трахиандезитами и трахитами.
Множество ручьёв, подпитывающих реку Уксичан, вытекают из кальдеры вулкана. Дата последнего извержения вулкана неизвестна.

## Топографические карты
- Лист карты O-57-XXXIII Авангай (фрагмент 80 %). Масштаб: 1 : 200 000. Состояние местности на 1972-1979 год. Издание 1986 г.